# Francisco Maturana
Francisco Antonio Maturana García (Quibdó, 2 de fevereiro de 1949) é um ex-futebolista e atualmente treinador profissional colombiano, atuou como defensor quando jogador, e disputou a Copa do Mundo de 1990 e 1994 como treinador da Seleção Colombiana.

## Carreira

### Atlético Nacional
Maturana se profissionalizou no Atlético Nacional em 1970, atuando por 10 anos no clube.

## Treinador
Maturana teve a sua primeira experiência como treinador do Once Caldas, em 1986.

### Colômbia
Maturana comandou a Seleção Colombiana de Futebol na Copa das Confederações de 2003.

## Títulos

### Jogador
Atlético Nacional
- Campeonato Colombiano: 1973, 1976

### Treinador
Atlético Nacional
- Copa Libertadores da América: 1989

América de Cali
- Campeonato Colombiano: 1992

Costa Rica
- Copa das Nações UNCAF: 1999

Colômbia
- Copa América: 2001